# Ready for Love
Ready for Love è il sesto ed ultimo singolo estratto dal primo album del gruppo tedesco Cascada, Everytime we Touch. Fu pubblicato nel 2006 come un EP indipendente intitolato "RFL EP", oltre a Ready for Love, questo Extended Play contiene anche i brani One More Night e Love Again.
Il 7 novembre 2012, sul canale YouTube ufficiale del gruppo, è stata caricata una versione della canzone simile ai precedenti "Candlelight Remix" dei Cascada, utilizzati in vari brani per modificare il genere musicale.

## Tracce

### R.F.L. EP
RFL EP
1. Ready for Love - 3:23
2. One More Night - 3:45
3. Love Again - 3:27

### Tutti i Mix
- Ready For Love (Club Mix) - 4:57
- Ready For Love (Italobrothers New Vox Remix) - 5:23
- Ready For Love (Italobrothers New Vox Remix Edit) - 3:31
- Ready For Love (Radio Edit) - 3:25
- Ready For Love (Klubbingman Remix) - 6:35
- Ready For Love (Klubbingman Remix Edit) - 3:49

## Classifiche
La canzone non è riuscita a classificarsi in nessun paese.